# Пахомов, Денис Юрьевич
Денис Юрьевич Пахомов (род. 8 апреля 1987, Ленинград) — российский хоккеист, нападающий.

## Биография
Родители играли в хоккей на траве. Отец выступал вратарём за ленинградскую «Волну» и сборную СССР.
С шести лет стал заниматься в СКА у Вячеслава Лаврова. После гибели Лаврова, с 2001 года — в московском «Динамо». В сезоне 2003/04 дебютировал в первой лиге первенства России в составе «Динамо-2». В 2005 году вернулся в Санкт-Петербург. Два сезона играл за «Спартак», «СКА-2»; провёл 21 матч за СКА в Суперлиге. В сезоне 2007/08 выступал за «Крылья Советов-2» и «Титан» Клин. Сезон 2008/09 провёл в ХК ВМФ, был капитаном команды. Перед следующим сезоном перешёл в «Саров», в начале ноября был обменян в «Молот-Прикамье» Пермь. Сезон 2010/11 отыграл в клубе ВХЛ
«Кристалл» Саратов.
Участник юниорского чемпионата мира 2005.
Тренер в клубе «Серебряные акулы».